# Национальная консерватория (Мексика)
Национальная консерватория (исп. Conservatorio Nacional de Música) — высшее музыкальное учебное заведение, расположенное в Мехико.
Основана в 1866 году по образцу Парижской и Мадридской консерваторий, под управлением специально учреждённого Филармонического общества, на основе Музыкальной академии Агустина Кабальеро, работавшей с 1838 года; Кабальеро и стал её первым директором. В 1876 году была национализирована по распоряжению Порфирио Диаса. С 1946 года является подразделением Национального университета искусств и литературы. С 1949 года размещается в специально построенном здании, которое создал архитектор Марио Пани.

## Руководители консерватории
- Агустин Кабальеро (1866—1876)
- Антонио Бальдерас (1876—1882)
- Альфредо Баблот (1882—1892)
- Хосе Ривас (1892—1906)
- Рикардо Кастро Эррера (1906—1907)
- Карлос Менесес (1908—1909)
- Густаво Кампа (1909—1913)
- Хулиан Каррильо (1913—1914)
- Рафаэль Тельо (1914—1915)
- Луис Моктесума (1915)
- Хосе Романо (1915—1917)
- Эдуардо Гариэль (1917—1918)
- Хулиан Каррильо (1918—1922)
- Карлос дель Кастильо (1923—1928)
- Карлос Чавес (1928—1934)
- Эстанислао Мехия (1934—1938)
- Хосе Ролон (1939)
- Сальвадор Ордоньес (1941—1944)
- Франсиско Ахеа (1944—1945)
- Блас Галиндо (1947—1959)
- Хоакин Ампаран (1960—1967)
- Франсиско Савин (1968—1970)
- Симон Тапиа Кольман (1971—1972)
- Мануэль Энрикес (1972—1973)
- Виктор Урбан (1973—1977)
- Армандо Монтьель Ольвера (1977—1983)
- Альберто Альба (1983—1984)
- Леопольдо Тельес Лопес (1984—1988)
- Мария Тереса Родригес (1988—1991)
- Аврора Серратос Гарибай (1991—1994)
- Рамон Ромо Лисаррага (1994—1998)
- Сельвио Каррисоса Онтиверос (1998—2001)
- Хоб Мартинес Моралес (2001—2007)
- Рикардо Миранда (2007—2010)
- Карл Беллингаузен (2010—2012, исполняющий обязанности)
- Давид Родригес де ла Пенья (2012—2022)
- Сильвия Наваррете (с 2023 года)